# New York Road Runners
New York Road Runners est une organisation de course à pied basée à New York fondée en 1958.

## historique
De 40 membres à sa création en 1958, elle a atteint plus de 60 000 membres à ce jour. NYRR dirige plus de 100 événements par an, incluant des courses, programmes d’éducation, ateliers d’entrainement et conférences. De plus, la fondation NYRR crée des équipes de courses à pied basées dans les écoles à travers Running Partners, un programme de développement aidant les écoles ayant peu ou pas de programmes de loisir.

## Organisation
NYRR est dirigé par la présidente et PDG Mary Wittenberg. 

## Courses
Les courses sont organisées presque tous les week-ends et incluent des courses annuelles telles que :
- New York City Marathon
- Fifth Avenue Mile
- NYC Semi-Marathon
- UAE Healthy Kidney 10K, une course qui réunit athlètes d'élite et amateurs à Central Park en mai.
- New York Mini 10K, une course de 10 km spéciale femmes, seulement en juin.
- Emerald Nuts Midnight Run, une course informelle dans Central Park qui commence au réveillon du Nouvel An.
- NYRR Knickerbocker, une course de 60 km. Parmi les précédents gagnants, on comptait  le joueur professionnel de poker Dara O’Kearney.
- More Magazine Marathon et Semi-Marathon, une course pour les femmes de plus de 40 ans.
- Empire State Building Run Up, la grimpée des escaliers de l’Empire State Building.
- Salsa, Blues & Shamrock 5k, la veille de la Saint Patrick.

## Adhésion
Les membres du NYRR sont éligibles et ont leur inscription garantie au TCS New York City Marathon pour toute l’année en complétant neuf courses sponsorisées par NYRR pendant l’année civile précédente, en s'engageant comme bénévole dans une course au minimum, et en maintenant leur adhésion pendant l’année du marathon. Les membres paient des billets d’entrée moins chers. 

## Kiosque d’information
NYRR dirige un kiosque d’information pour les coureurs situé dans  l’allée cavalière près du Chemin-Est de Central Park à l’entrée de la 90e Rue (La Grande Porte des Ingénieurs). Tenu par des bénévoles, le kiosque d’information est disponible pour toute question sur le parc ou les évènements de NYRR. Le kiosque d’information sert aussi de point de départ à plusieurs programmes de course. 

## Fondation NYRR
La fondation NYRR fut fondée en 1998 pour effectuer la mission de programme du service des jeunes de New York Road Runners. Le but de Fondation NYRR est de promouvoir la santé, le bien-être et l’épanouissement personnel parmi les enfants défavorisés n’ayant peu ou pas accès à des activités sportives. Divers programmes sont élaborés pour aider les jeunes de tout âge, toute condition physique et tout talent sportif à prendre soin de leur santé, à se forger le caractère et à s’élever l’esprit, ce à travers la course. En 2007, les programmes de la Fondation NYRR ont servi plus de 20 000 enfants toutes les semaines dans plus de 150 écoles et centres communautaires ayant participé aux programmes de  la Fondation NYRR à New York et partout dans le pays.

## La récompenseAbebe Bikila
L’organisation décerne la récompense Abebe Bikila tous les ans en reconnaissance aux personnes qui ont contribué à la course. Décerné pour la première fois en 1978 et nommé en hommage au gagnant marathonien de Jeux olympiques Abebe Bikila, la récompense est décernée en novembre juste avant le début de la course de NYRR International Friendship Run. 

## Les programmes de course

### Programme de sécurité de Central Park
Fondé par Deborah Marie King (1947-2000), le Programme de Sécurité de Central Park est un programme officiel de surveillance civile. Les bénévoles sont entraînés et surveillent ensemble par équipe de deux, vêtus de gilets orange et de radios reliées au commissariat de police (le commissariat Precinct, 19e Poste de police de New York). Selon Mme. King, “si nous voulons nous déplacer librement et en sécurité, nous devons travailler avec la police, le personnel du parc, et réciproquement. Ce programme global est la plus belle réussite prévention de la criminalité communautaire.” Les équipes de sécurité patrouillent en semaine de 06h30 à 20h00, et le week-end de 08h00 à 16h00.

### Fitness pour seniors
Le NYRR dirige des promenades guidées en groupe gratuites à travers Central Park jusqu’à 4.83 km, à partir de 10h00 les mardi et jeudi. Les groupes prennent rendez-vous au Kiosque d’Information. Ce programme est ouvert pour les hommes et les femmes de 60 ans et plus. Il n’y a pas de pré-inscription, et l’adhésion au NYRR n’est pas obligatoire.  

### Groupes de course à pied
Les groupes de course à pied prennent rendez-vous au Kiosque d’Information. Les heures de réunion sont 6h30 et 18h30 en semaine, et 10h00 le week-end. Un membre de NYRR assiste au départ de la course, et les courses en soirée sont menées par un responsable du groupe qui s’efforce d’adapter le rythme aux différentes conditions physiques des participants. Ce programme est gratuit et ouvert à tous les coureurs, il n’y a pas de pré-inscription, et l’adhésion au NYRR n’est pas obligatoire.

### Ateliers d’entrainement
L’auteur et l’entraîneur Bob Glover et sa femme Shelly animent des ateliers d’entrainement à travers la NYRR, sur dix semaines.